# مملكة ماسيسيليا
مملكة ماسيسيليا أو مملكة الماسيسيل أو مملكة المازاسيل أو نوميديا الغربية:153 إحدى الممالك النوميدية في غرب الجزائر. وتمتد نوميديا الغربية من وادي ملويةأي الحدود القانونية و الحقيقية بين الجزائر و المغرب قبل الاحتلال الفرنسي إلى شمال قسنطينة في الجزائر. سكن الماسيسيل، في الجهة الغربية من مملكة نوميديا، وهم قبيلة تميزت بمحالفة قرطاج والتعاون في ما بينهم ضد روما.ص107-108

## الأصول
أطلق المؤرخين لفظ «مازاسيل» أو ماسيسيل على سكان نوميديا الغربية وهي في الأصل اسم قبيلة ليبية استوطنت شمال إفريقيا منذ أقدم العصور. وهذا اللفظ مثل اللفظ «ماسيل» يتطابق مع الأسماء الليبية القديمة يكون الشكل الليبي للتسمية في المفرد «مازيسول» أو «مازايسيل» وهذا بناءً على نقش عثر عليه بموريطانيا يرجع إلى اسم شخص «ماسيليان».

## نشأتها وتطورها
أما عن تأسيس «المملكة المازاسيلية» فهو مبني على افتراضات. فكانت المملكة المازاسيلية قبل أن تصبح دولة عبارة قبيلة عاشت في اقليم عرف فيما بعد بموريتانيا القيصرية وزالت نتيجة لحروب قامت مع «قبائل الجدالة» فقد زحفوا شرقا نتيجة لهذا الضغط حتى استوطنوا في مساحة كبيرة تقع بين حدود وادي ملوية غربا ونهر الأمبساجة شرقا ً كما يذكر جوليان أن «القبيلة المازاسيلية» التي كونت الخلية الأم لوحدة الشعوب قد خرجت من الغرب وبذكر بليني وبطليموس الجغرافيا أسماء قبائل من المازاسيل في موريطانيا القيصرية للعهد الروماني ويشير جزال إليها حيث يقول أنها كانت بقايا القبائل المنتصرة التي زحفت من الغرب. وقد أشارت المصادر إلى لفظ مازاسيل لأول مرة حوالي عام 220 ق.م. كما ورد ذكرهم عند بوليبوس حيث يقول أنه وجد ضمن جيش حنبعل فرسان من «المازاسيل».

## الملك المازيسيلي صفاكس
صيفاقس أو صفاكس هو ملك نوميدي رفض الاستيطان الروماني والتمدين اللاتيني في كل شبر من نوميديا. ولكن روما أسقطت مملكة صيفاقس. يعد الملك صيفاقس أو سيفاقس أو سيفاغس أو سفك عند ابن خلدون من الملوك الأوائل الذين عملوا على توحيد ساكنة نوميديا إلى جانب الملك ماسينيسا والملك باگا والملك ورمندة. وقد عاش الملك صيفاقس في القرن الثالث ق.م. وينتمي إلى الأسرة المازيسولية التي كان موطنها نوميديا الغربية. وقد صار ملكا لها، واتخذ سيگا عاصمة له أو ما يسمى الآن في الجزائر بـعين تموشنت. وهناك مملكة أخرى تقابلها في الشرق تسمى ماسيليا التي ينتمي إليها ماسينيسا ويفصلها عن الأولى نهر الشلف الحالي، وتمتد في حدودها الترابية حتى قرطاجنة بتونس. دخل صيفاقس في حروب طاحنة مع ملك ماسينيسا الموالي للروم وانتهت بانتصار ماسينيسا وحلفائه الروم الذين قتلوه سنة 203 قبل الميلاد.

## نظام الحكم
ساد النظام الملكي الوراثي عند الماسيل، حيث تنتمي العائلة المالكة عن طريق الذكور إلى جد مشترك واحد. وكان الأكبر سنًا في العائلة يتبوأ منصب الملك. وبوفاته ينتقل الحكم للأكبر وهكذا. وهي القاعدة التي طبقت بعد وفاة «غايا» حوالي سنة 206 ق.م. إذ لم يخلفه ابنه ماسينيسا البالغ من العمر آنذاك اثنتين وثلاثين سنة وإنما خلفه شقيقه «أوزالكن». وبعد وفاة هذا الأخير خلفه ابنه «كابوسا» الأكبر من ماسينيسا وبعد وفاة «كابوسا». كان الحكم يعود شرعا ماسينيسا. لكن «مازوطيل» تدخل ونصب «لاكومازن» ملكا مما دفع ماسينيسا إلى العمل على استرجاع العرش. ويمكننا أن نفترض أن هذا النظام المطبق عند «الماسيل» يكون قد طبق عند المازيسيل والموريطانيين.

## اقتصاد
وصفت النصوص التاريخية القديمة مازيسيليا من الجهة الغربية المتاخمة لموريطانيا بأنها خصبة وتنتج الكثير وبها الكثير من المصادر الطبيعية. أما مازيسيليا المتاخمة لماسيليا فهي مزدهرة ومستثمرة بصفة أحسن. كما وصف سترابون خصوبة أرضه بقوله البعض منهم أي المازيسيليون يقطنون أراضي تغل مرتين في السنة صيفا ً وربيعا ً ، وأن طول ساق نبات القمح يصل إلى مترين وعشرون سنتمتر وسمكه كان يبلغ سمك الإصبع الصغير. وإنتاج السنبلة كان يصل إلى مائتين وأربعين للحبة الواحدة. لا يبذرون في الربيع حيث كانوا يكتفون بكشط الأراضي بالمكنسة من الغصن الشائكة والحبوب التي تقع على الأرض خلال الحصاد، تكفي لإعطاء محصول كامل في الصيف.».
يرى البعض أن هذا الوصف مبالغ فيه لكن أعطت مناطق الشمال انتاجا مماثلا في العهد الإسلامي بحسب ما جاء به «البكري»، وعن المحصول المضاعف مرتين في السنة. فهو ممكن قد تستخدم فيها وسائل الري الحوضي وقد أشير إلى هذا النوع من الزراعة في مدينة «قاديس» بجنوب الأوراس وفي الظروف التي ذكرها سترابون يجب زرع بذور من نوع آخر غير القمح لأن محصولين متتالين من نوع واحد قد يجهد الأرض.
أما عن الثروة الطبيعية التي ورد ذكرها عند سترابون فقد وجد بالقرب من مدينة «تيناس» بقايا آثر لمنجم نحاسي كان مستخدما قديما ً. ومن المحتمل أن يكون الفينيقيون والإيبيريون هم الذين استخدموه.

## إدارة الأقاليم
يفترض أن بعض الوزراء كانوا من المقربين للملك الذي يزودهم بصلاحيات إدارية واسعة على تسيير الأنظمة المحلية للمملكة، وهناك بعض النصوص التاريخية التي تثبت ذلك مثل نص تيتيوس ليفيوس الذي يتحدث عن تعيين صيفاكس لولاة له في بلاد «المازيسيل». كما تحدث سالستيوس عن ولاة الملك يوغرطة. الذين استقبلوا «ميتيلوس» عن اجتياحه الأراضي النوميدية. مما يوحي بوجود حكام أقاليم يخضعون لأوامر السلطة المركزية. بل ذهب البعض إلى افتراض تقسيم «مملكة المازيسيل» إلى امارات مستقلة خاصة ً في المناطق الداخلية.
وعلى السواحل كانت المدن ميالة إلى الإتساع والانفصال في وحدات شبه مستقلة في كل ما يخص حياتها الداخلية. وهو ما نسميه بنظام البلديات.

## الجيش
وينقسم إلى وحدات:
- الجيش الدائم: وفيه الحرس الملكي وحاميات في مختلف المواقع. وكان يوزع في وحدات تحت قيادة ضباط يتولون تدريبه. وكان مسلحا بالأسلحة الدفاعية والهجومية. واستخدم أدوات الحصار وفي معارك السهول استخدم الفيلة وكان في هذا الجيش المشاة والفرسان. ومما يلاحظ في هذا الصدد هو ارتفاع نسبة الفرسان في هذا الجيش. والدور الأساسي الذي كان يلعبه هؤلاء الفرسان. وضمن المشاة نجد الفرق الخفيفة المسلحة لا بالرماح فحسب بل أيضا بالنبال والمقاليع.
- وحدات الاحتياط: تجند عند اندلاع الحرب وتسرح بمجرد انتهائها
- المرتزقة: يفهم من بعض النصوص أن الملوك النوميديين قد استخدموا المرتزقة من الليقوريين والتراقيين والغاليين والإسبان. فقط تحدث سالوستيوس عن لقوريين وتراقيين في جيش يوغرطة. وتحدث قيصر عن فرسان غاليين واسبان في جيش يوبا الأول.
- البحرية: بدأ الاهتمام بالبحرية خاصة منذ عهد الملك ماسينيسا إذ نجد نصوصا تتحدث عن أسطول هذا العاهل الذي يجوب عباب البحر الأبيض المتوسط. فبالإضافة إلى دور هذا الأسطول في التجارة. كان عليه دفع القرصنة وصد الأع